# Сергиенко, Татьяна Владимировна
Татьяна Владимировна Сергиенко (18 июля 1979) — российская футболистка, полузащитница. Выступала за сборную России.

## Биография
В высшей лиге России выступала за клубы «Дон-Текс» (Шахты) и «Надежда» (Ногинск). В составе подмосковного клуба становилась бронзовым призёром чемпионата России 2005 и 2006 годов. В 2007 году была в заявке клуба «Звезда-2005» (Пермь), ставшего в итоге чемпионом страны, но ни разу не вышла на поле. По окончании сезона завершила профессиональную карьеру.
В начале 2007 года вызывалась в сборную России. Единственный матч за команду сыграла 11 февраля 2007 года против Китая (0:1), провела на поле все 90 минут.
Окончила Кубанский государственный университет физической культуры, спорта и туризма (КГУФКСТ, Краснодар, 2009).